# Comté de Sheridan (Nebraska)
Le comté de Sheridan est un comté de l'État du Nebraska, aux États-Unis.